# Città di Castello
Città di Castello (prononcé : /tʃitˈta di kaˈstɛllo/) est une ville de la province de Pérouse en Ombrie (Italie).
Città di Castello est le principal centre urbain de la haute vallée du Tibre.
Divers facteurs parmi lesquels la structure architecturale dominante de type Renaissance, le nombre d’habitants, sa position géographique et la langue dialectale, la rendent la moins ombrienne des villes d'Ombrie.

## Géographie
- Classification climatique : zone E, 2347 GR/G

La commune de Città di Castello est située au nord de l'Ombrie à la frontière de la Toscane et des Marches dans la haute vallée du Tibre.
Sa distance de Florence est de 130 km, 220 de Rome, 120 de Cesena et 45 de Pérouse.
Elle est desservie par l'autoroute E45 Rome-Cesena et par la ligne de chemin de fer Ferrovia Centrale Umbra.

## Histoire
L’origine de la ville remonte aux Ombriens sur la rive gauche du fleuve Tibre, proche du territoire contrôlé par les Étrusques.
À partir du IIIe siècle av. J.-C., par l’expansion romaine, la ville fut fédérée à Rome. Par la suite elle fut insérée dans la « Regio VI Umbria ». À partir du Ier siècle elle devint municipe romain dont le plus illustre avocat fut Pline le Jeune lequel rapporte dans une de ses Lettres, avoir fait construire un temple, terminé en l’an 103 ou 104 dont on ne connaît pas l’emplacement.
Les Plines possédaient certainement de vastes propriétés aux alentours de la ville.
Des fouilles menées par l'Université de Pérouse, en collaboration avec l'Université d'Alicante, ont permis de localiser une villa plusieurs fois citée par Pline le Jeune dans ses lettres . La villa de Pline le Jeune in Tuscis a été mise au jour à Colle Plinio frazione de San Giustino.
La ville fut appelée Tifernum Tiberinum par les Romains afin de la distinguer de l’emplacement homonyme situé sur le fleuve Metaure, Tifernum Metaurense.
Il semble même que la ville avait acquis une certaine importance, citée par Pline l’Ancien.
Malheureusement il est impossible de reconstituer avec fidélité la structure urbaine de la ville romaine. On peut raisonnablement affirmer que la partie la plus ancienne se situerait dans la partie sud, où quelques mosaïques ont été retrouvées dans le quartier appelé la « Mattonata », ainsi que des restes de structures hydrauliques et un pan de mur d’amphithéâtre.
La datation de la diffusion du Christianisme est incertaine. Cette diffusion est attribuée à saint Crescence, ayant vécu entre les IIIe et IVe siècles. Il fut martyrisé à la suite d'une condamnation émise justement à Tifernum. Le premier évêque de Tifernum Tiberinum, nommé Eubodio, est documenté en l’an 465.
Selon la tradition, la ville fut détruite au VIe siècle par le Goth Totila.
Elle fut reconstruite par l'évêque saint Florido, par la suite sanctifié et fait saint patron de la ville.
La ville fut conquise par les Lombards et appelée Castrum Felicitatis. Ensuite elle passa d’abord sous la domination des Francs et ensuite sous celle de l’État Pontifical.
Vers le XIIe siècle, la ville s'organisa en commune. Elle fut constamment menacée par les États pontificaux, par Florence et par Pérouse. Dans la première moitié du XIIIe siècle, elle fut appelée Civitas Castelli et malgré la rivalité entre les Guelfes et les Gibelins qui mirent en danger sa liberté, la ville put jouir d’une certaine prospérité.
Dans la deuxième moitié du XIVe siècle, la ville de Pérouse exerça une forte influence mais en 1367 « Civitas Castelli » fut de nouveau soumise à l'autorité papale par le cardinal Albornoz. L'année suivante, en 1368, Brancaleone Guelfucci provoqua la rébellion du peuple qui rejeta cette soumission. La résistance de Bernardino da Polenta, de Gentile da Mogliano, d'autres représentants des seigneurs locaux ne cessa de croître, compliquant la tâche du cardinal légat. La ville ne récupéra sa liberté qu’en 1375, grâce à l’intervention des Florentins.
En 1422, le pape Martin V remit la ville au condottiere Braccio Fortebraccio de Montone, dont la famille garda le pouvoir jusqu’en 1440, année durant laquelle commença la lutte pour l’obtention du pouvoir entre les familles Vitelli, Fucci et Tartarini.
Au départ on assista à une oligarchie constituée par les Vitelli, Giustini et Fucci, pour passer ensuite sous le pouvoir des seuls Vitelli lesquels tuèrent les Fucci et firent décamper les Giustini.
Par la suite, on assista à des périodes de fortes tensions avec la participation du pape Sixte IV et un long siège de la ville, conduit par Niccolò Vitelli.
Les Vitelli finirent par prendre le dessus et mirent à la tête de la ville Paolo Vitelli et Vitellozzo Vitelli. Ce dernier fut tué par César Borgia dit (le Valentin), lors du Piège de Senigallia 1502. Celui-ci se proclama duc de la ville et la maintint sous le pouvoir de l’Église durant tout le pontificat du pape Alexandre VI.
Jusqu'à la fin du XVIIIe siècle, la ville resta sous la domination de l’Église qui confia la régence à un gouverneur dépendant du pouvoir romain.
La famille Vitelli, pendant les XVe et XVIe siècles influença fortement le développement économique, politique et urbanistique de la ville. Famille de mécènes et de condottieres, liés aux Médicis de Florence, ils embellirent Città di Castello en bâtissant de nombreux palais, dans lesquels ils firent travailler les artistes les plus renommés de la Renaissance parmi lesquels Raphaël et Luca Signorelli.
Le 12 janvier 1798, Les soldats de la République cisalpine firent leur entrée à Città di Castello et proclamèrent la république. Mais le 5 mai, les troupes françaises ne purent s’opposer à une rébellion provenant de la campagne de tendance antirépublicaine.
L’ordre fut ramené le 18 juin 1799, quand la ville fut prise par l’armée autrichienne sur demande du pape.
La ville retrouva la liberté le soir du 11 février 1849 et le 11 septembre 1860 elle entra dans le royaume d’Italie.
À partir de ce moment, l'histoire de la ville suivit l’histoire de l’Italie tout entière. Durant la Seconde Guerre mondiale, un réseau de résistants fut créé. Plusieurs personnes furent exécutées dont Venanzio Gabriotti. La ville fut libérée de l'occupation allemande le 22 juillet 1944.
Dans la deuxième moitié du XXe siècle, une forte poussée démographique, due en partie à l’afflux de populations des régions des Marches et de la Toscane, a contribué à hisser la commune de Città di Castello au quatrième rang des communes de l’Ombrie par le nombre d’habitants.

## Économie
Au cours du XXe siècle, la ville a connu un développement industriel important qui a profondément changé le visage et la vie sociale. Les secteurs particulièrement développés sont le secteur graphique et l’industrie du meuble.
L'agriculture reste une valeur sûre, malgré le déclin progressif de la culture du tabac.

## Culture

### Musées
- Centre des Traditions populaires à la Villa Cappelletti.
- Fondation Palais Albizzini Collection Burri.
- Museo del Capitolo del Duomo di Città di Castello.
- Musée Civique.
- Pinacothèque communale de Città di Castello.
- Collection civique de Città di Castello.
- Laboratoire de Tissus Ombriens Tela Umbra.
- Métiers en Miniatures.
- Musée des Arts graphiques.

### Monuments
- Église San Francesco

L'église a été consacrée en 1291. Elle a été restructurée plusieurs fois. L'intérieur à une seule nef a été complètement remanié de 1707 à 1727. Dans le fond de l'église se trouve la chapelle Vitelli construite dans les années 1550 par Giorgio Vasari.
Dans l'église est conservée une copie du Sposalizio della vergine (Mariage de la Vierge) dont l'original, peint en ce lieu par Raphaël en 1504 (enlevé de l'église par les troupes napoléoniennes de Giuseppe Lechi en 1781), est désormais exposé à la Pinacothèque de Brera à Milan.
- Église San Domenico

Cette austère et majestueuse église du XVe siècle est à une seule nef. Sous le maître-autel est conservé le corps de la beata Margherita (bienheureuse Marguerite de Metola) dite l'aveugle de la Metola.
Les murs sont décorés de fresques originales du Moyen Âge.
l'église a abrité jusqu'en 1808 la Crocefissione Mond (crucifixion Mond) de Raphael, désormais conservé à la National Gallery de Londres.
- Église Santa Veronica.

Le sanctuaire de sainte Veronica Giuliani (1660 - 1727) est couplé au monastère des Clarisses Capucines. La sainte a vécu ici et son corps est déposé sous l'autel principal. Dans le musée adjacent sont conservés les éléments constituant le principal témoignage de sa vie et de ses pénitences.
- Église Madonna delle Grazie.

Construite entre 1363 et 1381, d'original il ne reste que le portail latéral.
On y vénère la Madonna delle grazie dont le tableau (1456) est l'œuvre de Giovanni da Piamonte disciple de Piero della Francesca.
- Église Santa Maria Maggiore.

Construite entre 1483 et 1509 par Elia di Bartolomeo Lombardo, l'église est de style renaissance.
- Palazzo Vitelli a Sant'Egidio.

Ce palais a été projeté par Paolo Vitelli au XVIe siècle. Les voûtes et les murs sont ornés de fresques attribuées à des artistes comme Cristoforo Gherardi et Prospero Fontana.
- Palazzo Vitelli alla Cannoniera.

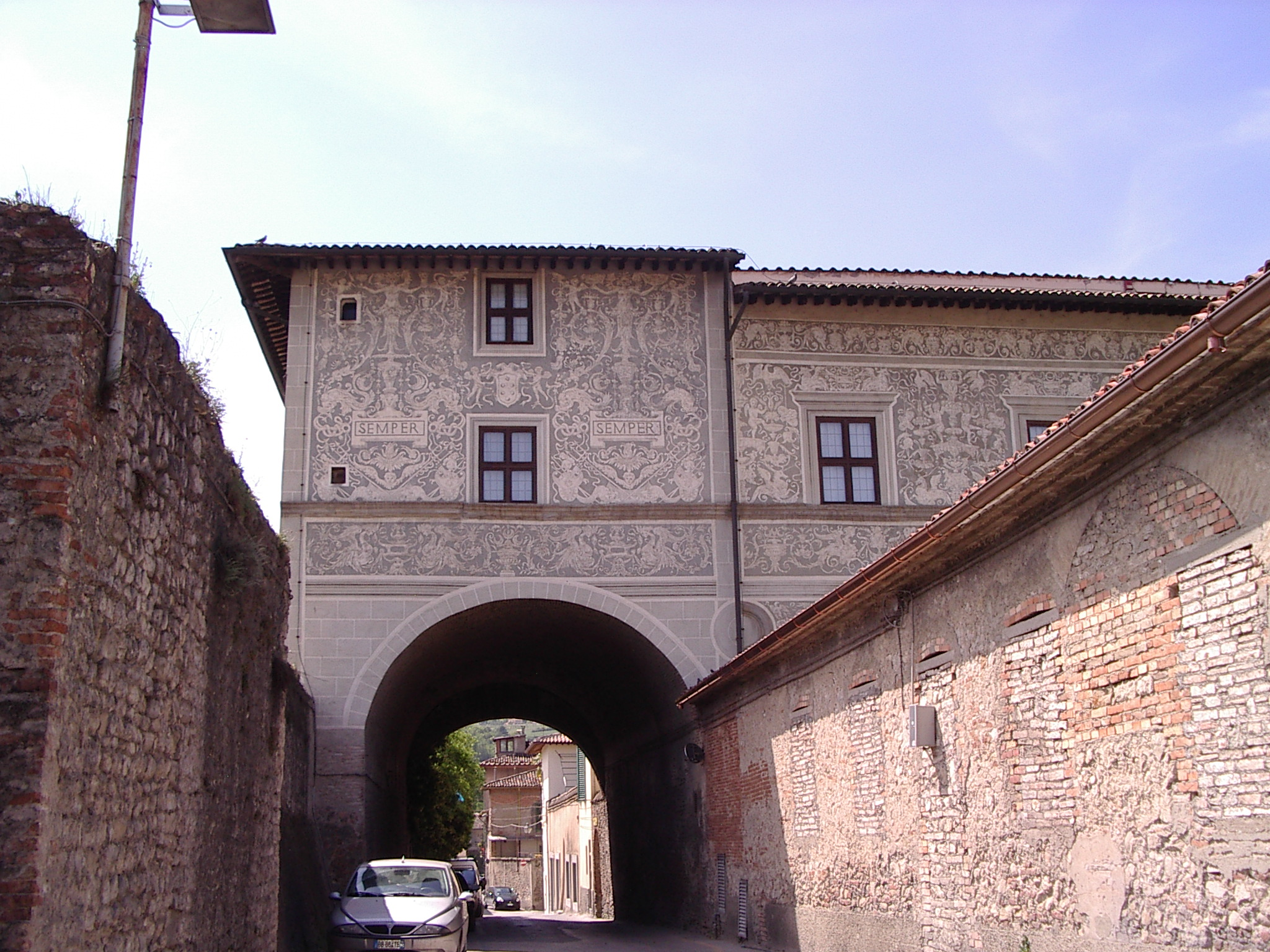
Pinacothèque Communale la Cannoniera.

Siège de la pinacothèque communale, ce palais date de la première moitié du XVIe siècle. La façade principale est décorée de graffiti réalisés par Cristoforo Gherardi d'après des dessins de Vasari.
Des fresques de Cristoforo Gherardi et de Cola dell’Amatrice décorent les parois du deuxième étage et le grand escalier d'une multitude de figures mythologiques et allégoriques.
Le palais compte vingt-six salles où sont exposées des œuvres d'artistes du XIVe siècle au XXe siècle parmi lesquels Raphaël, Luca Signorelli, Domenico Ghirlandaio, Andrea Della Robbia, Lorenzo Ghiberti, Antonio Vivarini, Raffaellino del Colle,  Pomarancio et Santi di Tito.

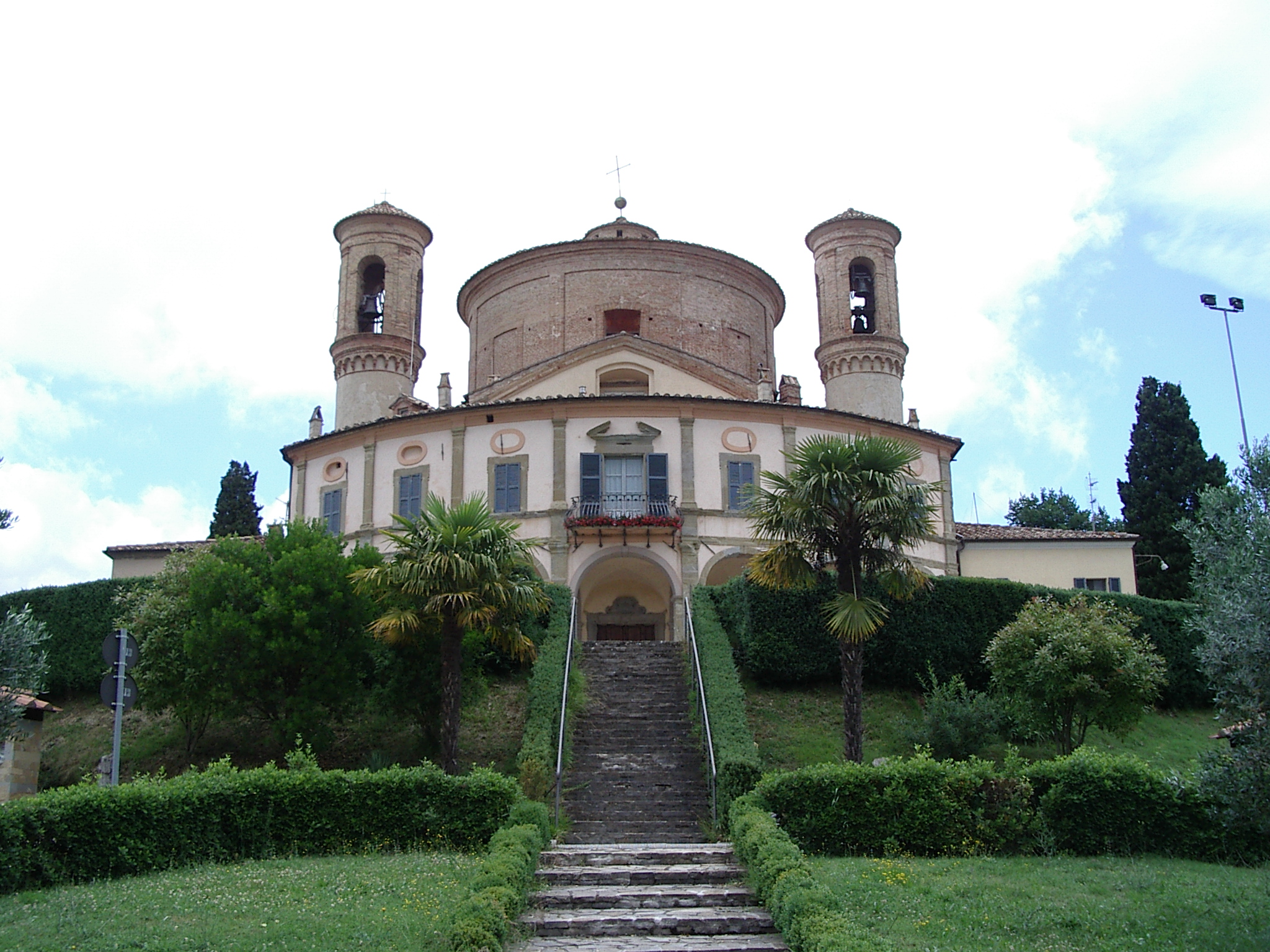
Santuario della Madonna di Belvedere.

- Palazzo comunale (Ancien palais des prieurs)

Le palais a été construit entre 1322 et 1338 par Angelo da Orvieto.
- Palazzo del Podesta

Le palais a été construit par Angelo da Orvieto et achevé en 1368. La façade a été complètement restructurée en 1687 et la loggia construite en 1620.
- Tour Civique

La tour à base carrée date du XIIIe siècle.
On peut voir incrustés sur ses murs divers écussons ainsi qu'à l'entrée des traces de la fresque de Luca Signorelli, que les prieurs lui commandèrent en 1474.
- Campanile rotondo.

Reste unique de la cathédrale originale, l'œuvre de style roman byzantin date du XIe siècle.
- Duomo di Città di Castello (Cattedrale di san Florido)

Les origines du duomo sont romanes, mais sa forme actuelle est de style renaissance.
L'escalier latéral datant du XVIIe siècle mène au portail gothique tardif.
La façade du XVIIe siècle est restée inachevée.
À l'intérieur le plafond à caissons a été réalisé en 1699.
L'église inférieure date du XVe siècle.
Il héberge des œuvres de Marco Benefial, Niccolò Circignani et Raffaellino del Colle.
- Santuario della Madonna di Belvedere (Città di Castello)

## Événements commémoratifs

### Fêtes, foires
- Festival des nations (fin août) : des concerts de musique de chambre sont donnés dans les plus belles églises et palais de la ville, par des organistes et groupes du monde entier.
- Foire de Saint Floride (14, 15, 16 novembre).
- Foire de Saint Bartolomée (23, 24, 25 août).
- Exposition marché national du livre ancien (fin première semaine de septembre).
- Exposition nationale du cheval (fin deuxième semaine du mois de septembre).
- Exposition nationale du meuble de style.
- Exposition de la truffe blanche et de produits agroalimentaires (fin de la première semaine du mois de novembre).
- Journées de l'artisanat historique (dernier fin de semaine du mois d'août) : des boutiques d'artisans de métiers anciens sont reconstituées au centre historique de la ville (rione Prato).
- Commémoration du chant de la Pasquella (veille de l'épiphanie).
- Conférences « églises et art » (août-septembre).
- Décembre organistique (église de Saint François).
- Fête de la bienheureuse Marguerite (4 mai).
- Fête du bienheureux Carlo Liviero (30 mai).
- Fête de saint Crescence (2 août).
- Fête de la bienheureuse Florida Cevoli (12 juin).
- Fête patronale de sainte Veronique Giuliani (9 juillet).
- Fête patronale de la madone des Grâces (26 août).
- Fête de la dedice de la basilique cathédrale (23 août)
- Fête de saint Venture (5 septembre).
- Palio de l'Oie - Quartier Mattonata - 1er dimanche d'octobre.
- Fête de saint Donnino (12 octobre).
- Fête patronale des saints Floride et Amanzio (13 novembre).

## Personnalités

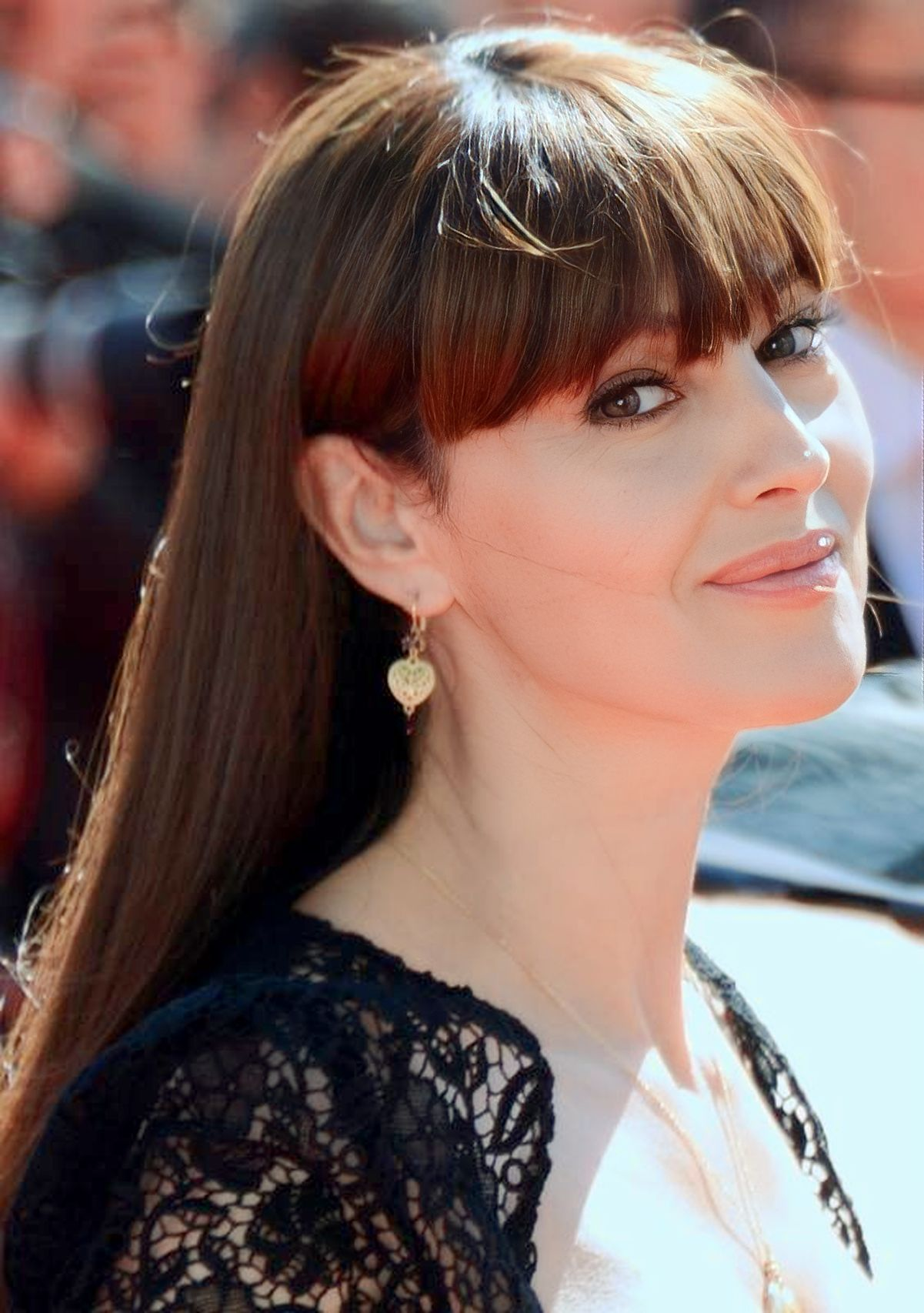
Monica Bellucci.

- Célestin II : pape de 1143 au 8 mars 1144
- Vitellozzo Vitelli : condottiere, homme d'armes (1458-1502)
- Vitello Vitelli (1480-1528) : condottiere
- Grégoire Tifernas (vers 1415 - vers 1466) : helléniste et humaniste
- Angela de' Rossi (1506-1573)
- Marietta Alboni : cantatrice du XIXe siècle
- Monica Bellucci : actrice et mannequin
- Alberto Burri : peintre et sculpteur abstrait
- Enzo Baldoni : journaliste assassiné en Irak en 2004
- Ippolito Salviani : médecin, zoologiste et botaniste (1514-1572)
- Salvatore Sciarrino : compositeur
- Venanzio Gabriotti : résistant
- Florido Matteucci, anarchiste du XIXe siècle

## Administration
| Période | Période  | Identité     | Étiquette           | Qualité |
| ------- | -------- | ------------ | ------------------- | ------- |
| 2021    | En cours | Luca Secondi | Partito Democratico |         |

### Hameaux
Antirata, Astucci, Badia Petroia, Badiali, Barzotti, Baucca San Martino d'Upò, Belvedere, Bisacchi, Bonsciano, Caifirenze, Candeggio, Canoscio, Capitana, Celle, Cerbara, Colcello, Coldipozzo, Cornetto, Croce di Castiglione, Fabbrecce, Fiume, Fraccano, Grumale, Lerchi, Lugnano, Madonna di Canoscio, Montemaggiore, Morra, Muccignano, Palazzone, Petrelle, Piosina, Promano, Rio Secco, Roccagnano, Ronti, Rovigliano, San Leo Bastia, San Lorenzo Bibbiana, San Maiano, San Martin Pereto, San Pietro a Monte, San Secondo, Santa Lucia, Scalocchio, Terme di Fontecchio, Trestina, Uppiano, Userna, Userna Bassa, Valdipetrina, Vallurbana, Vingone, Volterrano.

### Communes limitrophes
Apecchio, Arezzo, Citerna, Cortona, Mercatello sul Metauro, Monte Santa Maria Tiberina, Monterchi, Montone, Pietralunga, San Giustino, Sansepolcro, Umbertide

### Évolution démographique
Habitants recensés

## Jumelages
- Joué-lès-Tours (France) depuis 1991
- Sighişoara, Roumanie

## Source
- (it) Cet article est partiellement ou en totalité issu de l’article de Wikipédia en italien intitulé « Città di Castello » (voir la liste des auteurs).